# Huawei
Huawei Technologies Co., Ltd. és una empresa privada multinacional xinesa d'alta tecnologia especialitzada en la investigació i desenvolupament (I+D), producció electrònica i màrqueting d'equipament de comunicacions. A més, proveu solucions de xarxes personalitzades per a operadors de la indústria de telecomunicacions. El nom en xinès és 华为技术公司, en pinyin: Huáwèi jìshù gōngsī.
Fou fundada el 1987 per Ren Zhengfei. Huawei Technologies Co., Ltd. proveeix 35 dels majors operadors de telecomunicacions del món i el 2008 invertia anualment un 10% dels seus guanys en recerca i desenvolupament.
A més dels seus centres de recerca i desenvolupament a Shenzhen, Xanghai, Pekín, Nankín, Xi’an, Chengdu i Wuhan a la Xina, l'empresa de Huawei té també centres d'R+D a Suècia, Estats Units, Equador, Irlanda, Veneçuela, Colòmbia, Mèxic, Índia i Rússia.

## Nom
En xinès: 华为技术公司 i en pinyin: Huáwei Jíshu Gōngsī, oficialment es transcriu com Huawei Technologies Co, Ltd. L'ideograma 华 significa el pais de la Xina malgrat que també pot ser utilitzat com adjectiu d'esplèndid o magnífic. L'ideograma 为 es transcriu com acció, assoliment. El nom Huawei es podria traduir com ‘assoliment’, ‘fet magnífic’ o ‘acte esplèndid’.
Huawei Technologies ha sigut inclosa a la llista de companyies més respectades, realitzada per The Reputation Institute i publicada per la revista Forbes als Estats Units el maig del 2007. La llista de les companyies més respectades se centra en diverses indústries com productes de consum massiu, elèctrics i electrònics, automotrius, venda minorista, farmacèutiques, computadores, financeres, aeroespacials, telecomunicacions, etc. Al sector de les telecomunicacions sis companyies han sigut llistades i és Huawei Technologies una d'entre les sis companyies de telecomunicacions més respectades del món. El seu èxit i respecte és degut a la quantitat de dispositius que té al seu abast.

## Història
Huawei va ser fundada per Ren Zhengfei el 1987 com a distribuïdor de productes de Central privada d'autocommutació (PBX en anglès) importats amb un capital inicial registrat de 24.000 RMB. El 1989, va començar el desenvolupament i posterior venda dels productes PBX. Després d'acumular coneixements i recursos al negoci de les centrals telefòniques, Huawei va arribar un primer avanç de cadena principal del mercat de telecomunicacions al 1993, llançant el seu C&C08 switch digital telefònic que tenia una capacitat de més de deu mil circuits. Fins aquell moment, les companyies de telecomunicacions domèstiques xineses no eren capaces de construir commutadors amb tal capacitat. Els commutadors Huawei foren els primers instal·lats només en poques i petites ciutats i àrees rurals.
El 1994 Huawei s'estableix en el negoci d'equipament per a transmissió de llarga distància, llançant la seva pròpia xarxa d'accés integrat HONET i la línia de productes SDH.
El 1996, Huawei guanya un primer contracte fora de fronteres, proveint productes de telefonia bàsica a la companyia Hong Kong 's Hutchison-Whampoa. Després, el 1997, Huawei llança el seu producte GSM i expandeix l'oferta a tecnologies CDMA i UMTS.
Els Estats Units van al·legar a l'any 2000 que Huawei havia instal·lat un sistema de telecomunicacions a l'Iraq que podia haver violat les sancions de les Nacions Unides. Com a resposta, el ministre de relacions exteriors, Tang Jiaxuan va negar que empreses i companyies xineses assistissin l'Iraq per construir bases de fibra òptica per la millora de la defensa aèria. Els Estats Units, però, no havien acusat als treballadors xinesos de construir específicament xarxes de fibra òptica.
Del 1998 al 2003, Huawei contractà IBM per temes de gerència i consultoria i experimentà una significativa transformació de la seva estructura gerencial i desenvolupament de productes. A partir de l'any 2001, Huawei accelerà l'expansió al mercat estranger. Al 2004, les vendes fora de fronteres van sobrepassar les vendes al mercat domèstic. Huawei compta amb unions estratègiques amb la companyia Siemens per al desenvolupament de productes TD-SCDMA. Al 2003, Huawei va començar una unió estratègica anomenada Huawei-3Com amb 3Com per a la fabricació de rúters i commutadors basats en el protocol d'Internet.
Huawei i l'empresa nord-americana de seguretat Symantec van anunciar al maig de 2007 la unió que van desenvolupar equips de seguretat i equips d'emmagatzematge de dades per l'elaboració d'operadors per al mercat de les telecomunicacions. Huawei posseí el 51% de la nova companyia que s'anomenà Huawei-Symantec Inc. Symantec posseí el 49% restant de les accions de la nova empresa, ambigú seu a la ciutat de Chengdu.
Al maig de 2008, Huawei es va unir a Optus en el desenvolupament d'un centre d'innovació mòbil a Sydney (Austràlia) disposades a accelerar l'adopció de la banda ampla mòbil i sense fils d'alta velocitat.
Al març de 2009, el WiMAX Fòrum va anunciar quatre nous membres a la seva Junta Directiva incloent a Thomas Lee, el vicedirector del Departament de Normes Industrials de Huawei.
GrameenPhone Ltd. i Huawei guanyen el Green Mobile Award al GSMA Mobile Awards 2009.
L'any 2012 es caracteritza de ser Huawei un blanc d'atacs en diversos dels principals mercats en països desenvolupats. Va ser acusat per sospites d'espionatge a favor del govern de la Xina per part del govern dels Estats Units, per la mateixa raó va ser vetada com a contractista del Govern del Canadà i Austràlia i el 2013 afronta una investigació per suposades pràctiques il·legals a la Unió Europea. Totes aquestes acusacions podrien afectar els seus negocis així com els de la també companyia xinesa ZTE.

## Productes i desenvolupament de productes
Huawei proveeix xarxes de telefonia fixes i mòbils, comunicacions de dades, xarxes òptiques, software i serveis i terminals telefònics, incloent mòdems (commutadors, xarxes d'accés integrades, NGN, xDSL, transport òptic, xarxes intel·ligents, GSM, GPRS, EDGE, W-CDMA, CDMA2000, una sèrie completa de routers i commutadors IP, videoconferència i equipament a altres camps clau de la tecnologia de telecomunicacions). Huawei fabrica també telèfons mòbils (per exemple, el telèfons 3G de Vodafone amb telèfons mòbils 3G, com el Vodafone 710), 3G HSDPA targetes (Huawei E620, la qual era venuda per operadors com Vodafone al Regne Unit i Telia a Suècia) i el mòdem 3G HSDPA USB, Huawei E220 (també venut per Vodafone com Vodafone Mobile Connect USB modem).
El 2013 els productes de Huawei són instal·lats a més de cent països.
El 2005 Huawei va ser seleccionada per BT com a proveïdor preferit d'equipament de comunicacions per a la seva estratègia de xarxa BT 's 21CN. Al mateix any, Huawei signa un acord global de treball amb Vodafone per millorar la seva infraestructura de xarxes móviles. El 2006, Motorola signa un contracte amb Huawei on Motorola distribueix i instal·la equipament 3G d'Huawei. El 15 de novembre de 2006, Huawei signa un tracte amb un cost de 20 milions d'euros (aproximadament 38.400.000 de dòlars) amb l'operador alemany Versatel Holding Deutschland GmbH. Huawei construeix una xarxa de fibra òptica basada en el protocol d'internet IP per Versatel, el tercer operador de línies fixes d'Alemanya. L'1 de febrer de 2007, la revista Forbes informa que France Telecom ha seleccionat Huawei per proveir equipament UMTS per a la seva xarxa de tercera generació. Huawei reemplaça a Alcatel/Motorola a Romania, i Nortel a Bèlgica. El 10 de novembre de 2009, Huawei va signar un acord amb Jazztel a Espanya per proporcionar el fins aquells temps seu servei de manteniment i l'ampliació de la seva xarxa, així com nous equipaments per a les seves centrals de telèfon.
Vodafone premià Huawei el 2007 amb el «Global Supplier Award for Outstanding Performance». El 29 d'octubre del 2007, Huawei ofereix una solució WiMax.
També fabrica ellotges intel·ligents i sistemes Operatius com Harmony OS. Sistema operatiu pensat per a telèfons intel·ligents, rellotges intel·ligents, televisors i també per a automòbils i LiteOS. Sistema operatiu de la internet de les coses unificat i plataforma de programari intermediari.

### Distribucions linux
· EulerOS
·  OpenEuler

## Posició competitiva
Els contractes de ventes de Huawei van arribar el 2006 als onze milions de dòlars (un 34% més que el 2005), el 65% d'aquests ingressos provenen dels mercats internacionals. Huawei s'ha convertit en un venedor líder en la indústria i un dels pocs al món en proveir solucions 3G completes. Al 2006, Huawei va quedar al número 1 al rànquing del mercat NGN (Infonetics), número 1 en commutadors per programari mòbils (Mobile Softswitch), número 2 en Xarxes Òptiques (Ovum-RHK), número 1 en IP DSLAM (Infonetics) i número 2 en ruters d'ample de banda convergent (Gartner). Al juliol de 2018 es va posicionar com el segon fabricant de telèfons mòbils a nivell mundial només per darrere de Samsung que ocupà el primer lloc.

## Patrocinis
- ·El 2012, va signar un contracte amb el club de futbol espanyol Club Atlètico de Madrid, per portar publicitat a les seves samarretes durant la Supercopa d'Europa i els partits de la Primera Divisió d'Espanya davant el Levante UD i l'Athletic Club i d'aquesta manera, promocionar la marca.
- En 2014, Huawei va ser patrocinador de l'equip peruà Sporting Cristal durant el Campionat Descentralitzat 2014 en el qual el club va acabar com a campió.
- L'11 de desembre de 2014, Huawei va ser anunciat com el patrocinador de l'actual campió de la Sèrie A de l'Equador, el Club Sport Emelec. El logotip de la multinacional xinesa està situat a la part superior dreta del front de la casaca.[23]
- El gener de 2015, Huawei va ser anunciat com el principal patrocinador del campió de la Categoria Primera A de futbol Colombià d'aquest any, el Club Independente Santa Fe. El logotip de la multinacional xinesa està ubicat al pit de la samarreta del equipo.[24]
- Al febrer de 2015 va ser anunciat com a nou patrocinador oficial del Club Amèrica de Mèxic.
- A l'abril de 2015, Huawei es converteix en el patrocinador oficial del Club Bolivar de Bolívia, actual bicampió nacional del Futbol Professional Bolivià.
- Al novembre de 2015 va ser anunciat com a nou patrocinador de l'Sport Boys Warnes de Bolívia.
- Al juliol de 2016, Huawei és anunciat com a nou patrocinador secundari de Boca Juniors de l'Argentina, reemplaçant a Citroën. El contracte amb l'esquadra Xeneize és de 3 milions de dòlars per temporada. La marca, en ser secundària, se situa en les mànigues de la samarreta del club.

## Qualitat i esdeveniments
Huawei va ser premiada el 2007 amb el Premi "InfoVision" del Consorci Internacional d'Enginyeria ("IEC" en anglès) en el "Broadband World Forum Europe 2007" per la seva sèrie de productes SmartAX MA5600T i solucions OPTIX OSN 6800 & 3800. Aquest és el tercer any consecutiu que va guanyar el Premi InfoVision; i és l'únic proveïdor que guanyà dos premis en diferents categories: el producte sèrie SmartAX MA5600T en la categoria de Tecnologies de Xarxa d'Accés i el producte OPTIX OSN 6800 & 3800 en la categoria "Metro Network Technologies and Services". (Berlín, Alemanya, 9 d octubre del 2007)
EAl 2007, Huawei Technologies va créixer un 45% i va assolir un volum de contractes de 16 mil milions de dòlars. Huawei finalitza el desplegament d'una xarxa submarina per MedNautilus, abans del termini estimat. (Catània, Itàlia 23 maig 2008)

## Judici de Cisco contra Huawei
El 23 de gener de 2003, Cisco va demandar Huawei Technologies Ltd. i als seus afiliats Huawei America Inc. i FutureWei Technologies Inc. per la còpia il·legal de la propietat intel·lectual de Cisco. La demanda acusa Huawei d ' "haver copiat il·legalment i apropiar-se indegudament del programari de sistema operatiu de Cisco, infringint nombroses patents de Cisco". Cisco va suspendre la demanda per infracció a la llei de l'1 d'octubre de 2003. Posteriorment, Huawei va acordar la modificació d'alguns dels seus productes.